# Terataner luteus
Terataner luteus är en myrart som först beskrevs av Carlo Emery 1899.  Terataner luteus ingår i släktet Terataner och familjen myror. Inga underarter finns listade i Catalogue of Life.

## Bildgalleri

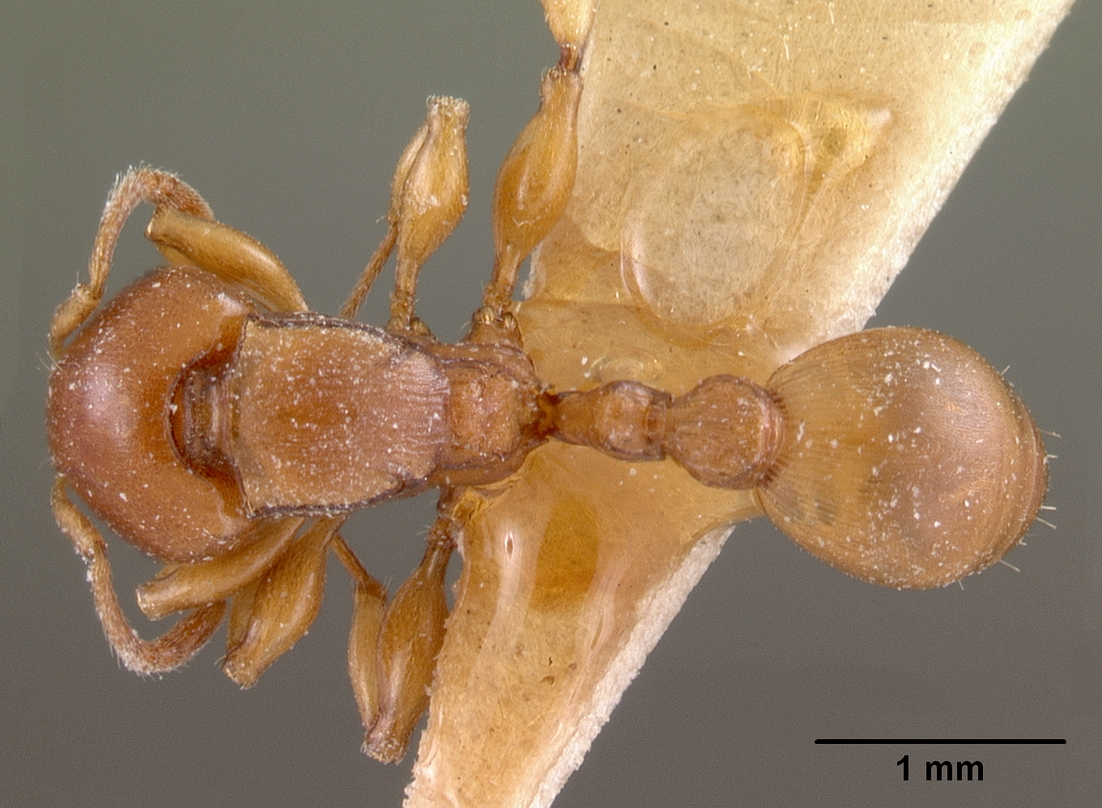
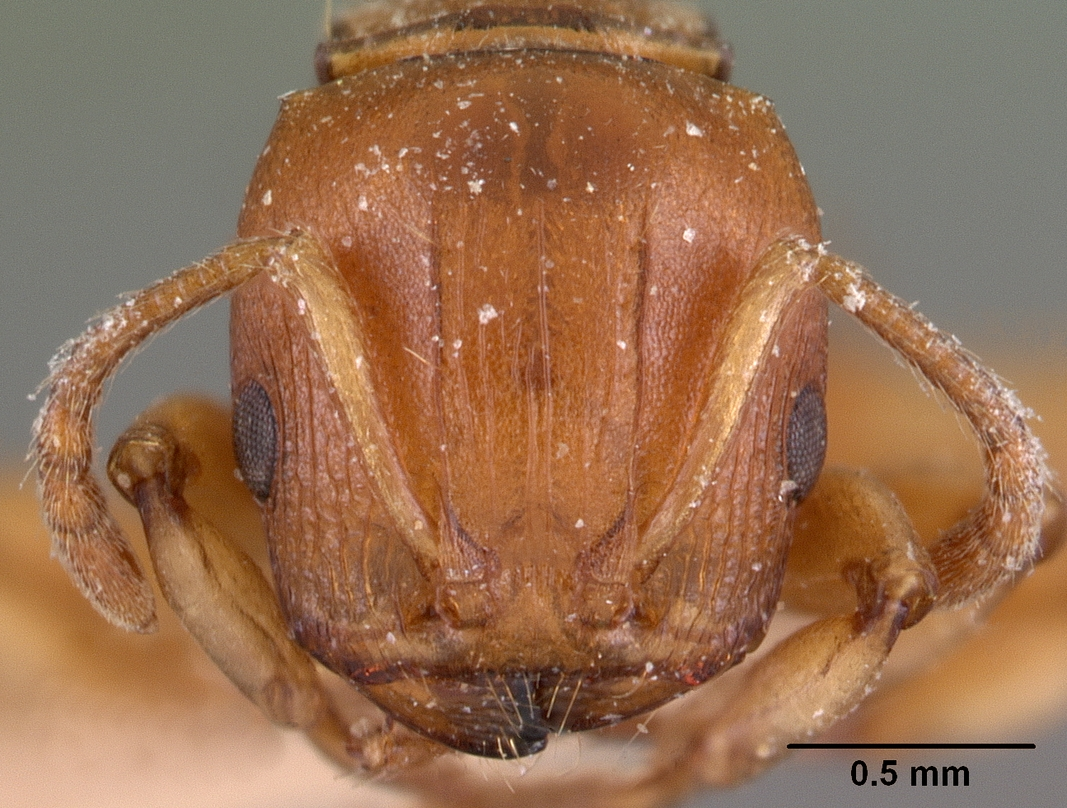
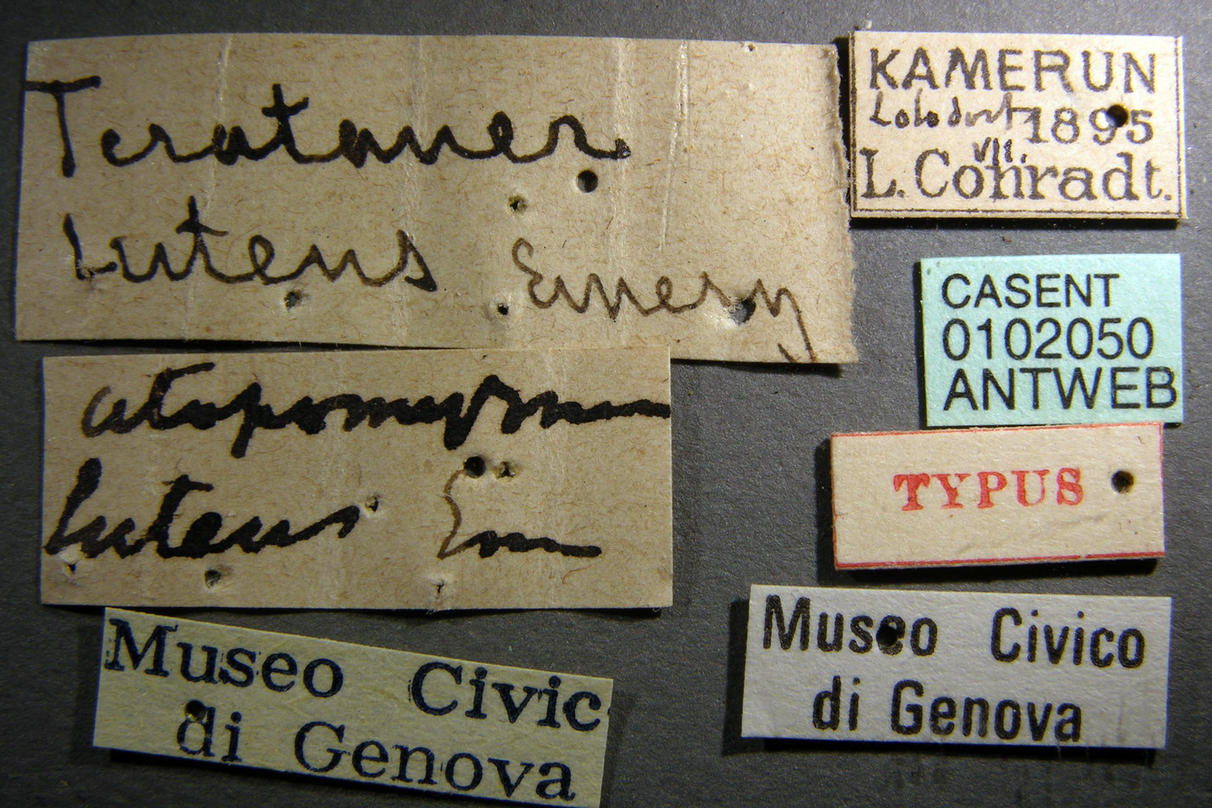
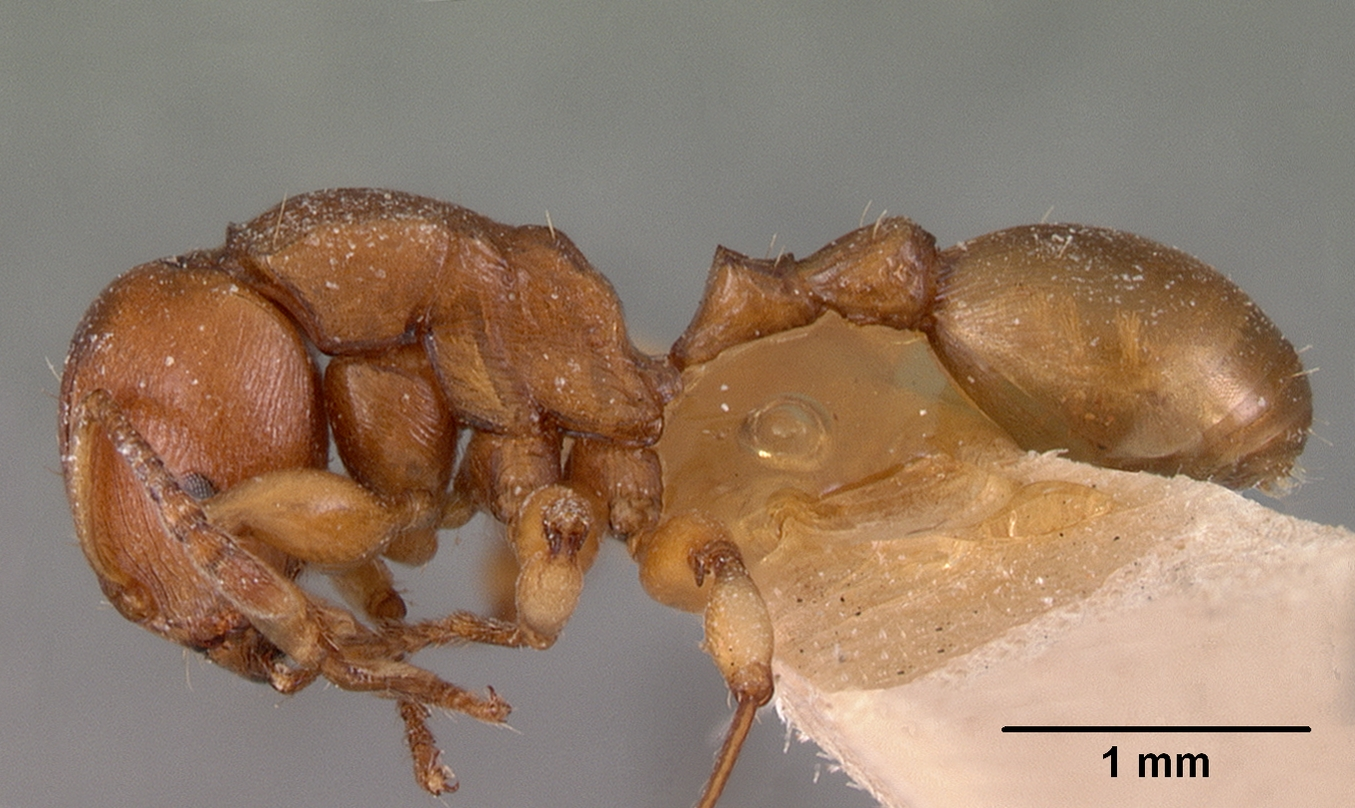
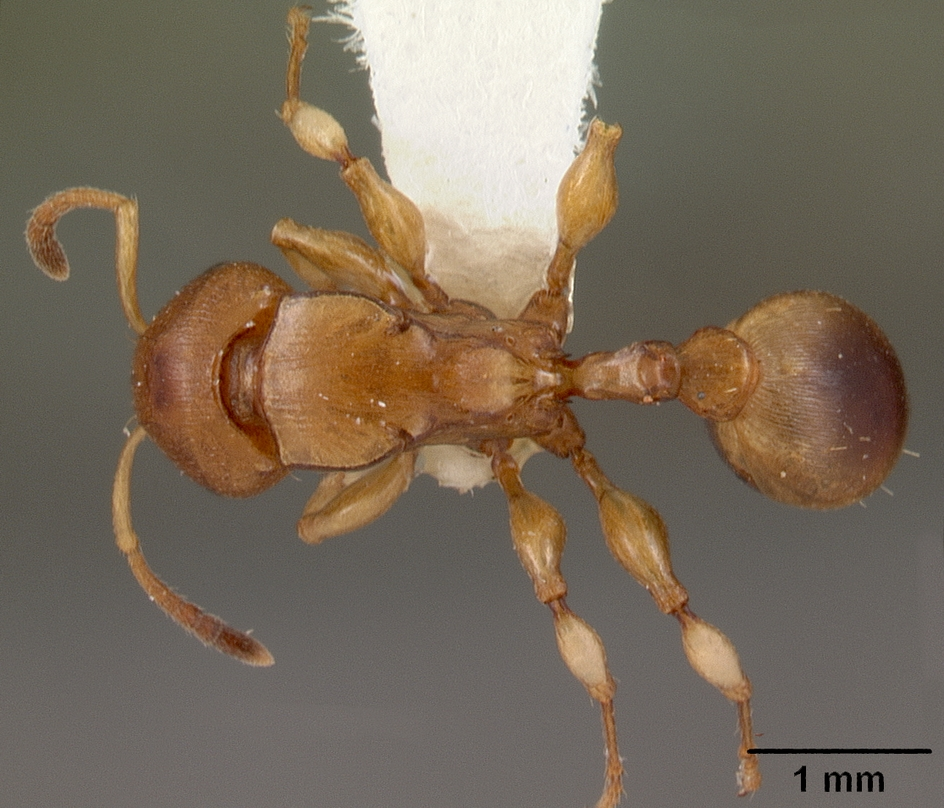
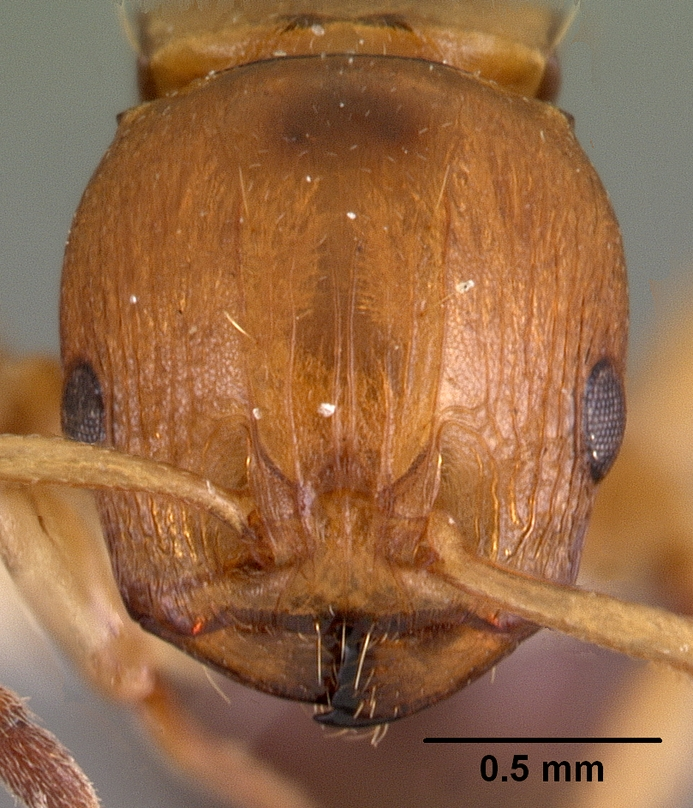